# ドリーム福井号
ドリーム福井号（ドリームふくいごう）とは、ドリーム号の一路線で、東京都と福井県を結んでいた夜行高速バスである。
ここでは、同一経路で運行していた福井 - 東京線「昼特急」、及び同一経路で運行する青春ドリーム福井号についても言及する。

## 路線概説
高速バス路線開設ブームの中、1989年5月2日に運行を開始した。東京～福井間は国鉄時代に急行「越前」が臨時列車に格下げされて以来、定期便による直行輸送機関が存在しておらず、競争相手がいない上に県庁所在地を結ぶ路線でもあることから、運行開始当初から毎日3台（各社1台ずつ）の運行体制で十分に採算が見込めると考えられていたことが窺える。
路線開設から1993年3月にJR西日本の夜行急行「能登」の発着地が福井まで延長されるまで、また2001年3月に「能登」の運転区間が短縮されてから2013年7月高速路線バス新制度施行による他社参入までの間、両都県を直通する唯一の公共交通機関となっていた。
2006年11月1日より京福バスと福井鉄道の2社で「昼特急」の運行を開始した。上りが朝7・8時台に県内各地に停車して、15時頃東京に到着するダイヤで、下りは12時前に東京を出発し、19時頃県内各地に到着するダイヤである。昼特急号は最繁忙期になる同年12月26日から2007年1月7日まで全面運休して夜行増便に対応した。なお、同年のゴールデンウイークの多客期には4列シートの車両を臨時に仕立てて運行された。
最繁忙期の増発については、1号と2号については運行会社が1号車を用意し、2号車以降は運行会社の配車状況に応じて自社またはもう一方の会社が用意する。3号と4号はJRの1台のみの運行で増車が行われないが、予約状況に応じて京福または福鉄が2号車以降を用意する場合がある。この場合、両社とも昼特急に充当する車両がなくなるため、前述のように4列シート車両を充当する。なお、夜行便2号車以降の増車分に関しては、番号末尾の車両で系列会社（福鉄観光等）の観光バスが充当されることがあり、その場合は予約時に「4列シート・便所なし」の案内が行われている。
2023年12月1日をもって「ドリーム福井号」と「昼特急福井号」の運行を休止し、同日以降は青春ドリーム福井号のみの運行となっている。

### 愛称
夜行便は、運行開始当初は特に愛称がなく、専らJRバス関東では「東京 - 福井線」や「福井線」と案内していた。1994年より乗車券の発券方式がマルスに収容されることになり、愛称が必要となったために、「ドリーム福井」を名乗るようになった。
昼行便も運行開始以降特に愛称を設定しておらず、福鉄では「東京線 昼特急」に、京福バスと発車オ〜ライネットでは「福井⇔東京 昼特急」、2008年4月から取り扱っている高速バスネットでは「昼特急福井○号」となっていた。

## 運行会社
- ジェイアールバス関東（青春ドリーム福井号のみ）

## 過去の運行会社
- 京福バス
- 福井鉄道

## 運行経路
運行開始当初は3社とも同一経路であったが、現在は新東名高速道路を経由（運行休止前は中央自動車道を経由していた）している。2023年11月30日まで運行していた京福・福鉄便は東名高速道路を経由していた。
発着便枠の関係で、夜行便の2号車以降はバスタ新宿を通過する。

### ドリーム福井号・昼特急（2023年12月1日より運行休止）
京福バス・福井鉄道
新木場駅（夜行便のみ） - 東京駅（発：八重洲南口、着：日本橋口） - 新宿駅（バスタ新宿） - 池尻大橋（上り便のみ） - （首都高速道路） - （東名高速道路） - （名神高速道路） - （北陸自動車道） - 敦賀 -  武生 - 鯖江 - 福井IC - 福井北IC - 京福タクシー車庫前（下り便のみ）- 福井駅東口
- 足柄・浜名湖の両サービスエリアと神田パーキングエリアで休憩していた。

### 青春ドリーム福井号
JRバス関東
東京ディズニーランド - 東京駅（発：八重洲南口、着：日本橋口） - 新宿駅（バスタ新宿） - （首都高速道路） - （東名高速道路） - （新東名高速道路） - （東名高速道路） - （名神高速道路） - （北陸自動車道） - 敦賀 -  武生 - 鯖江 - 福井IC - 福井北IC - 京福タクシー車庫前（下り便のみ）- 福井駅東口
- 鮎沢・藤枝・神田の各パーキングエリアで休憩する。また道の駅もっくる新城で乗務員交代を行う。

## 停車停留所
- 三角印の向きが進行方向を示す。丸印は終着。
- 黒塗り：乗車のみ可能
- 白抜き：降車のみ可能
- 矢印：通過
- 昼：昼特急
- Dx：ドリームx号
- 青Dx：青春ドリームx号

| 停留所                 | 昼 | D1 | 青D1 | 昼 | D2 | 青D2 | 所在地               | 特記事項                                     |
| ---------------------- | -- | -- | ---- | -- | -- | ---- | -------------------- | -------------------------------------------- |
| 東京ディズニーランド   | ―  | ―  | ▼    | ―  | ―  | ○    | 千葉県浦安市         | ―                                            |
| 新木場駅               | ―  | ▼  | ―    | ―  | ○  | ―    | 東京都江東区         | ―                                            |
| 東京駅八重洲南口       | ▼  | ▼  | ▼    | ―  | ↑  | ―    | 東京都千代田区       | 昼行は2番のりば、夜行は8番のりばより発車     |
| 東京駅日本橋口         | ↓  | ↓  | ↓    | ○  | △  | ○    | 東京都千代田区       | 降車専用停留所                               |
| 新宿駅                 | ▼  | ▼  | ▼    | △  | △  | △    | 東京都渋谷区         | バスタ新宿 ※2号車以降は通過                  |
| 池尻大橋               | ↓  | ↓  | ↓    | △  | △  | ↑    | 東京都世田谷区       | 降車専用停留所。東急田園都市線池尻大橋駅西口 |
| 敦賀インターチェンジ   | ▽  | ▽  | ▽    | ▲  | ▲  | ▲    | 福井県敦賀市         | ―                                            |
| 武生インターチェンジ   | ▽  | ▽  | ▽    | ▲  | ▲  | ▲    | 福井県越前市         | ―                                            |
| 鯖江インターチェンジ   | ▽  | ▽  | ▽    | ▲  | ▲  | ▲    | 福井県鯖江市         | ―                                            |
| 福井インターチェンジ   | ▽  | ▽  | ▽    | ▲  | ▲  | ▲    | 福井県福井市         | ―                                            |
| 福井北インターチェンジ | ▽  | ▽  | ▽    | ▲  | ▲  | ▲    | 福井県吉田郡永平寺町 | ―                                            |
| 京福タクシー車庫前     | ▽  | ▽  | ▽    | ↑  | ↑  | ↑    | 福井県福井市         | 降車専用停留所                               |
| 福井駅東口             | ○  | ○  | ○    | ▲  | ▲  | ▲    | 福井県福井市         | 1番のりばより発車                            |

## 運行回数
- 夜行便：1日2往復（京福・福鉄 <ドリーム福井1・2号> JRバス関東 <青春ドリーム福井1・2号>）
- 昼行便（昼特急）：1日1往復（京福 <上り>・福鉄 <下り>）

## 歴史
- 1989年（平成元年）5月2日 - ジェイアールバス関東・京福電気鉄道・福井鉄道の3社により夜行便の共同運行開始[1]。1日1往復（1便につき3台運行）。
- 1990年（平成2年）4月 - 停留所追加（鯖江IC）。
- 2000年（平成12年）4月1日 - 京福電気鉄道、子会社の丸岡バス（同日、京福バスに改称）へバス事業を譲渡し本路線を引き継ぐ。
- 2001年（平成13年）10月1日 - 新宿駅新南口経由に変更（これに伴い上り便の霞が関停車を廃止）、JRバス便は中央道経由となる（京福・福鉄は東名高速経由）。福井市内にバス停新設（福井IC、福井北IC）。
- 2004年（平成16年）12月17日 - 夜行便1日2往復に増便。1・2号が東名高速経由（京福・福鉄）、3・4号が中央道経由(JR)となる。
- 2006年（平成18年）11月1日 - 京福バス及び福井鉄道の2社により昼特急の共同運行開始。
- 2007年（平成19年）12月1日 - 同日到着分より上り便の東京駅における到着場所を日本橋口に変更。
- 2008年（平成20年）9月1日 - この日より夜行便が全便新木場駅発着となり、上り2号が池尻大橋（降車専用）に停車。JRバス担当便にダブルデッカーを導入。
- 2009年（平成21年）5月22日 - 福井駅東口再開発工事完成により、京福バスターミナル停留所を廃止し、「福井駅東口」（京福バスチケットセンターを併設）及び「京福タクシー車庫前」（福井市四ツ井1丁目。下り降車のみ取り扱い）を新設。
- 2012年（平成24年）9月1日 - この日出発便より夜行便3号・4号を東京駅発着に短縮。
- 2016年（平成28年）4月4日 - バスタ新宿開設に伴い、この日出発便より新宿駅新南口（乗車は代々木、降車は東口）を廃止しバスタ新宿に停車。
- 2018年（平成30年）
  - 11月1日 - この日の東京出発便より、JRバス関東担当の3・4号を4列シート車両に置換え、「青春ドリーム福井号」の運行を開始（福井出発便は翌11月2日より運行）[4]。
  - 12月21日 - この日より、「青春ドリーム福井号」が東京ディズニーランドに延伸[5]。
- 2019年（令和元年）
  - 6月21日 - 昼特急の運賃を改定。往復割引を廃止[6][7]。
  - 10月1日 - 「ドリーム福井号」「青春ドリーム福井号」が消費税率引き上げに伴い運賃を改定[8][9][10]。
- 2020年（令和2年）
  - 4月10日 - 新型コロナウイルスの影響により、「青春ドリーム福井号」がこの日の東京出発便より（福井出発便は翌4月11日より）当面の間運休[11]。
  - 4月13日 - 「ドリーム福井号」「昼特急福井号」がこの日の出発便より（昼特急号の東京発は翌4月14日より）当面の間運休[11]。
- 2022年（令和4年）
  - 5月13日 - 「青春ドリーム福井号」がこの日の東京出発便より（福井出発便は翌5月14日より）運行を再開[12]。
  - 7月1日 - 「ドリーム福井号」がこの日の福井出発便より（東京出発便は翌7月2日より）運行を再開[12]。
- 2023年（令和5年）12月1日 - 運転手不足などの影響により、「ドリーム福井号」「昼特急福井号」の運行を休止[2][3]。

## 使用車両
基本的に、「ドリーム福井号」「昼特急号」（京福・福鉄）には独立3列シート・トイレ付き29人乗りのスーパーハイデッカーまたはハイデッカー車両が、「青春ドリーム福井号」 (JR) には4列シート・トイレ付40人乗りのハイデッカー車両が充当される。
京福バスの高速バス専用車両には車体側面に「Highway Express」と表記されていたが、2008年10月9日の運行から吉川壽一揮毫デザインの「SYOINGバス」塗装になった（東京線はイエローベースの「夢」）。
運行開始当初、福井鉄道と京福電気鉄道は後部4列回転シート付き31人乗りの車両を使用していた。また、JRバス関東は2008年9月1日から2018年10月31日（東京駅出発便）まで38人乗りのダブルデッカーを使用していた。

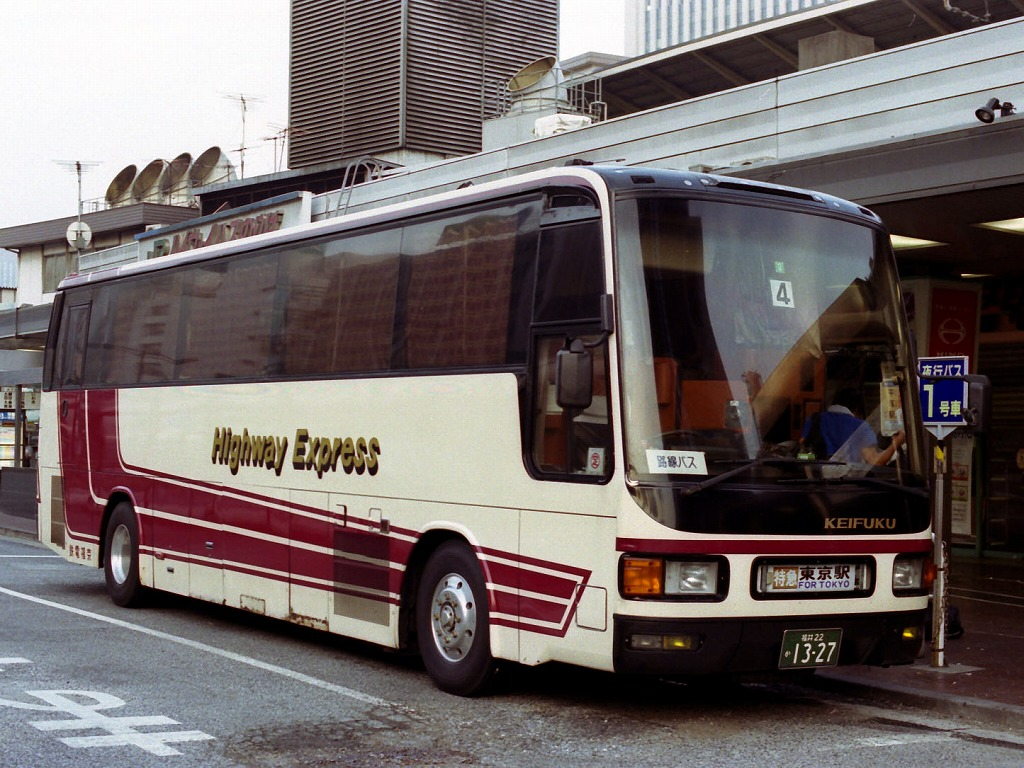
運行開始当初の車両（京福電気鉄道）
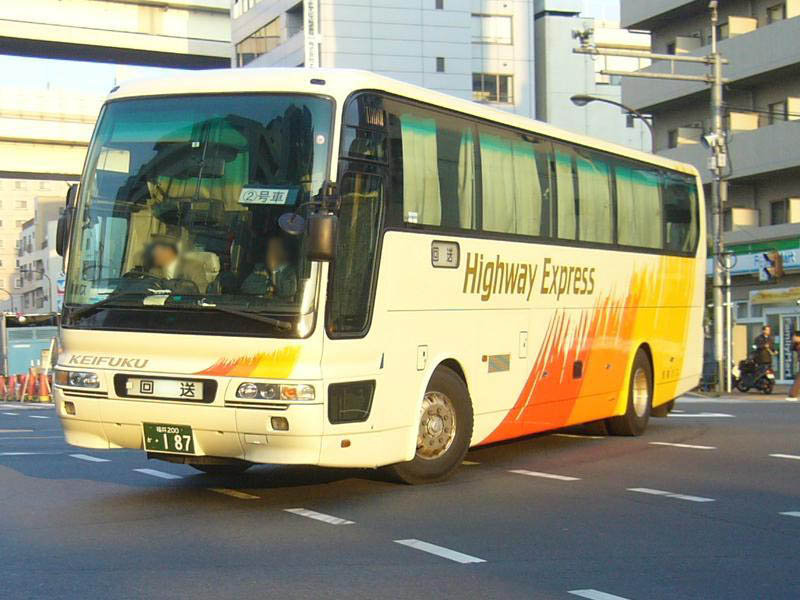
2代目専用車両（京福バス。回送運転中）
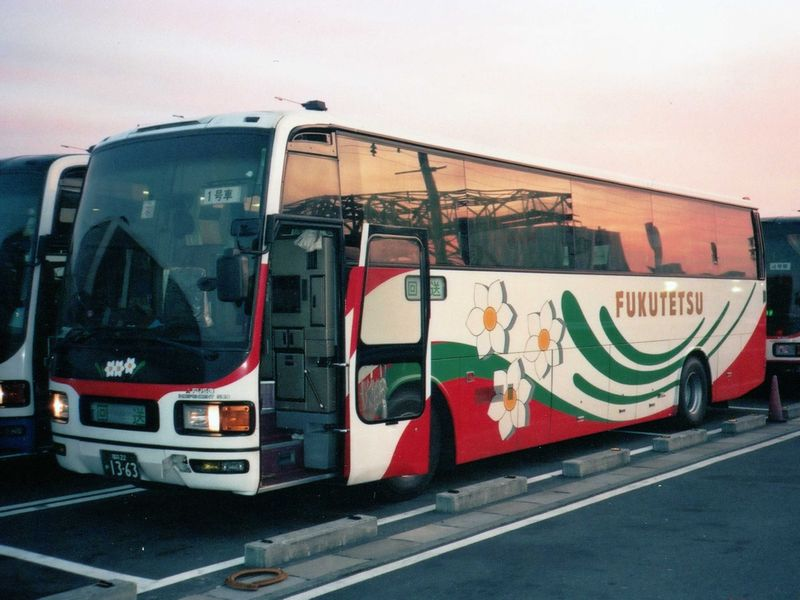
運行開始当初の車両（福井鉄道）
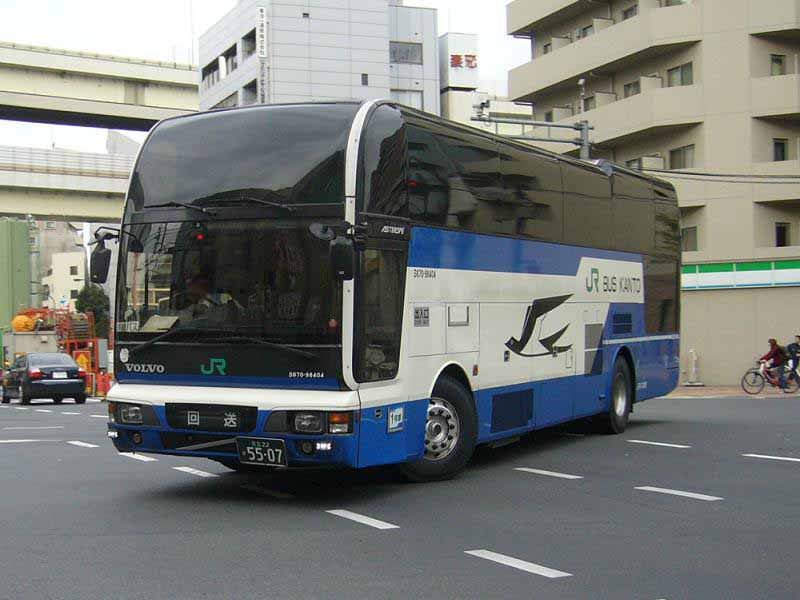
かつてドリーム福井号に運用されていたJRバス関東のボルボ・アステローペ（回送運転中）

## 乗車券の発売
- 乗車日の1ヶ月1日前からJRバス東京駅・バスタ新宿、高速バスネット、主な旅行会社（JTB・日本旅行・近畿日本ツーリスト・東武トップツアーズ・農協観光・読売旅行など）で、1ヶ月前から京福バスチケットセンター、京福エージェンシー、発車オ〜ライネット（京福バスが幹事会社）、福鉄主要駅、福鉄観光社でそれぞれ発売している。京福・福鉄では高速バス予約センターで電話予約も可能。
- 乗車日に空席があれば予約なしでも乗車できる。
  - 福井新聞に向こう1週間分の予約状況が掲載されている。
- キャンセル待ちの取り扱いは行わない。
- 昼行便（昼特急）と夜行便（ドリーム福井号）では運賃が異なる。
- 2014年6月23日出発便より、夜行便（ドリーム福井号）の運賃が変動制（S期間<最繁忙期>・A期間<繁忙期>・B期間<通常期>・C期間<閑散期>の4期に分かれる）となり、往復割引を廃止。また、新たな割引商品（「早売14」「早売1」）の発売を開始[13]。
- 2008年12月25日から2009年3月31日まで、「ドリーム福井号」を利用した東京～福井・永平寺・東尋坊周遊きっぷ「えちぜんストーリー」を発売していた。
- 2009年3月2日から5月28日まで、「ドリーム福井号」の往復と敦賀市内にあるグリーンプラザホテルのモーニングプランをセットにした「ふらっと敦賀」を発売していた。

## 並行路線を運行する他の事業者
- WILLER EXPRESS
- KBライナー
- 中日本ハイウェイバス